# Calibrul .360
Calibrul .360 este unul dintre cele mai mici calibre de pușcă. Utilizările sale principale includ colectarea specimenelor ornitologice, controlul dăunătorilor și autoapărarea, fiind adesea ascuns în bastoane sau puști baston. Calibrul .360 a fost creat pentru prima dată de compania Eley Brothers Ltd⁠(d), o companie de muniție din Londra fondată în 1828. O încărcătură de calibrul .360 este adesea descrisă ca un „cartuș de hârtie portocaliu-roșiatic de 2 inci, cu cap de alamă și închidere rulată, dop alb deasupra și încărcat cu alice nr. 5”.